# 山口市
山口市（日语：／ Yamaguchi shi */?）是位於日本山口縣中部的城市，亦是山口縣的縣廳所在地；面積為縣內最大。南臨瀨戶內海，北接島根縣，主要市區位於南部，全市人口數為縣內第二多，次於下關市。雖然山口市是山口縣縣廳所在，但縣內的經濟活動多集中於周南市、防府市和下關市，也成為日本各縣廳所在地中，少見的純粹以行政機能為主的城市。
由於主要市區已發展有超過五百年以上的歷史，觀光業也成為市中心的主要產業；位於南部的小郡地區，由於具有交通便利的優勢，反而成為各公司設立負責山口縣營運的主要據點。
山口市也是日本各都道府縣的縣廳所在地中人口較少的，曾多次為人口最少的縣廳所在地，現在是人口第三少的縣廳城市，僅略多於山梨縣縣廳甲府市和鳥取縣縣廳鳥取市。也是極少數不具特例市、中核市及政令指定都市地位的縣廳所在地。
以山口市為主場的職業球隊有日本職業足球聯賽的山口雷法足球俱樂部。

## 歷史
現在的山口市轄區南部主要市區在令制國時代屬於周防國吉敷郡，東部屬於佐波郡，北部山區則屬於長門國阿武郡。
在南北朝時代此地由大內氏統治並成為其主要據點，在15世紀應仁之亂後，在大內氏統治下相對於其他地方安定許多，不少京都的文化人來到這裡避難，一時間亦被稱為西京都；加上與中國、朝鮮的貿易往來頻繁，發展出了獨特的大內文化。
1552年來自瓦倫西亞的傳教士Cosme de Torres曾在此帶領日本信徒圣诞节的祝禱活動，成為全日本最早進行聖誕節活動的地方。
16世紀大內氏被毛利氏取代後，由於毛利氏的主要據點是位於安藝國的廣島城，失去了政治中心的地位；在1600年關原之戰後，毛利氏失去了原有的居城廣島城，被減封剩下長門國及周防國，在選擇新的居城地點時曾一度將本地的鴻之峰納入考慮，但最終選擇了最偏遠的萩興建萩城，直到1863年長州藩因決定要對抗外國勢力，為避免臨海的萩城遭受外國軍艦自海上的攻擊，才將藩廳遷至山口的山口政事堂，山口才再次成為政治的中心，長州藩也因此被改稱為「山口藩」，同時也成為19世紀末倒幕運動的重要據點。
在廢藩置縣後，仍持續成為山口縣的政治中心；1889年日本實施町村制，現在的山口市轄區在當時分屬仁保村、小鯖村、大內村、宮野村、山口町、上宇野令村、下宇野令村、吉敷村、大歲村、平川村、秋穗村、鑄錢司村、秋穗二島村、名田島村、陶村、小郡村、嘉川村、井關村、出雲村、島地村、串村、八坂村、柚野村、篠生村、生雲村、地福村、德佐村、嘉年村共28個行政區劃。
1905年至1929年期間，山口町先是陸續併入上宇野令村、下宇野令村、吉敷村後成為新設立的第一代山口市。
1944年山口市再次與周邊的行政區劃合併為新的第二代山口市，但僅三年後，原本一同併入的阿知須町和小郡町又先後於1947年及1949年從山口市中分出，成為獨立的行政區劃。
1950年代至1960年代的昭和大合併期間，山口市又陸續併入鑄錢司村、大內町、仁保村、小鯖村，同時其他行政區劃也先後整併至剩下阿東町、德地町和秋穗町。
2005年山口市與小郡町、秋穗町、阿知須町、德地町再次進行合併，成為新的第三代山口市，2010年，位於北部的阿東町也被併入山口市。

### 變遷表
| 1899年4月1日     | 1899年 - 1926年           | 1926年 - 1955年                    | 1926年 - 1955年      | 1926年 - 1955年         | 1956年 - 1989年          | 1989年 - 現在            | 現在   |
| ---------------- | ------------------------- | ---------------------------------- | -------------------- | ----------------------- | ------------------------ | ------------------------ | ------ |
| 吉敷郡山口町     | 1905年4月1日 山口町       | 1929年4月10日 山口市               | 1944年4月1日 山口市  | 山口市                  | 山口市                   | 2005年10月1日 山口市     | 山口市 |
| 吉敷郡上宇野令村 | 1905年4月1日 山口町       | 1929年4月10日 山口市               | 1944年4月1日 山口市  | 山口市                  | 山口市                   | 2005年10月1日 山口市     | 山口市 |
| 吉敷郡下宇野令村 | 1915年7月1日 併入山口町   | 1929年4月10日 山口市               | 1944年4月1日 山口市  | 山口市                  | 山口市                   | 2005年10月1日 山口市     | 山口市 |
| 吉敷郡吉敷村     |                           | 1929年4月10日 山口市               | 1944年4月1日 山口市  | 山口市                  | 山口市                   | 2005年10月1日 山口市     | 山口市 |
| 吉敷郡宮野村     | 吉敷郡宮野村              | 1941年4月1日 併入山口市            | 1944年4月1日 山口市  | 山口市                  | 山口市                   | 2005年10月1日 山口市     | 山口市 |
| 吉敷郡平川村     |                           |                                    | 1944年4月1日 山口市  | 山口市                  | 山口市                   | 2005年10月1日 山口市     | 山口市 |
| 吉敷郡矢原朝田村 | 1898年7月1日 改名為大歲村 | 1898年7月1日 改名為大歲村          | 1944年4月1日 山口市  | 山口市                  | 山口市                   | 2005年10月1日 山口市     | 山口市 |
| 吉敷郡陶村       |                           |                                    | 1944年4月1日 山口市  | 山口市                  | 山口市                   | 2005年10月1日 山口市     | 山口市 |
| 吉敷郡名田島村   |                           |                                    | 1944年4月1日 山口市  | 山口市                  | 山口市                   | 2005年10月1日 山口市     | 山口市 |
| 吉敷郡秋穗二島村 |                           |                                    | 1944年4月1日 山口市  | 山口市                  | 山口市                   | 2005年10月1日 山口市     | 山口市 |
| 吉敷郡嘉川村     |                           |                                    | 1944年4月1日 山口市  | 山口市                  | 山口市                   | 2005年10月1日 山口市     | 山口市 |
| 吉敷郡井關村     | 1899年4月1日 佐山村       | 1899年4月1日 佐山村                | 1944年4月1日 山口市  | 山口市                  | 山口市                   | 2005年10月1日 山口市     | 山口市 |
| 吉敷郡井關村     | 井關村                    | 1940年11月3日 改制並改名為阿知須町 | 1944年4月1日 山口市  | 1947年11月23日 阿知須町 | 1947年11月23日 阿知須町  | 2005年10月1日 山口市     | 山口市 |
| 吉敷郡小郡村     | 1901年8月1日 小郡町       | 1901年8月1日 小郡町                | 1944年4月1日 山口市  | 1949年11月1日 小郡町    | 1949年11月1日 小郡町     | 2005年10月1日 山口市     | 山口市 |
| 吉敷郡鑄錢司村   | 吉敷郡鑄錢司村            | 吉敷郡鑄錢司村                     | 吉敷郡鑄錢司村       | 吉敷郡鑄錢司村          | 1956年11月3日 併入山口市 | 2005年10月1日 山口市     | 山口市 |
| 吉敷郡大內村     | 吉敷郡大內村              | 吉敷郡大內村                       | 吉敷郡大內村         | 1955年4月1日 大內町     | 1963年5月1日 併入山口市  | 2005年10月1日 山口市     | 山口市 |
| 吉敷郡仁保村     |                           |                                    |                      | 1955年4月1日 大內町     | 1963年5月1日 併入山口市  | 2005年10月1日 山口市     | 山口市 |
| 吉敷郡小鯖村     |                           |                                    |                      | 1955年4月1日 大內町     | 1963年5月1日 併入山口市  | 2005年10月1日 山口市     | 山口市 |
| 吉敷郡秋穗村     | 吉敷郡秋穗村              | 1940年4月29日 秋穗町               | 1940年4月29日 秋穗町 | 1940年4月29日 秋穗町    | 1940年4月29日 秋穗町     | 2005年10月1日 山口市     | 山口市 |
| 佐波郡出雲村     | 佐波郡出雲村              | 佐波郡出雲村                       | 佐波郡出雲村         | 1955年4月1日 德地町     | 1955年4月1日 德地町      | 2005年10月1日 山口市     | 山口市 |
| 佐波郡島地村     |                           |                                    |                      | 1955年4月1日 德地町     | 1955年4月1日 德地町      | 2005年10月1日 山口市     | 山口市 |
| 佐波郡串村       |                           |                                    |                      | 1955年4月1日 德地町     | 1955年4月1日 德地町      | 2005年10月1日 山口市     | 山口市 |
| 佐波郡八坂村     |                           |                                    |                      | 1955年4月1日 德地町     | 1955年4月1日 德地町      | 2005年10月1日 山口市     | 山口市 |
| 佐波郡柚野村     |                           |                                    |                      | 1955年4月1日 德地町     | 1955年4月1日 德地町      | 2005年10月1日 山口市     | 山口市 |
| 阿武郡德佐村     | 阿武郡德佐村              | 阿武郡德佐村                       | 阿武郡德佐村         | 1955年4月1日 阿東町     | 1955年4月1日 阿東町      | 2010年1月16日 併入山口市 | 山口市 |
| 阿武郡篠生村     |                           |                                    |                      | 1955年4月1日 阿東町     | 1955年4月1日 阿東町      | 2010年1月16日 併入山口市 | 山口市 |
| 阿武郡生雲村     |                           |                                    |                      | 1955年4月1日 阿東町     | 1955年4月1日 阿東町      | 2010年1月16日 併入山口市 | 山口市 |
| 阿武郡地福村     |                           |                                    |                      | 1955年4月1日 阿東町     | 1955年4月1日 阿東町      | 2010年1月16日 併入山口市 | 山口市 |
| 阿武郡嘉年村     |                           |                                    |                      | 1955年4月1日 阿東町     | 1955年4月1日 阿東町      | 2010年1月16日 併入山口市 | 山口市 |

## 行政

### 歷任市長
| 任           | 姓名       | 上任日期       | 卸任日期       | 備註     |
| 官派市長     | 官派市長   | 官派市長       | 官派市長       | 官派市長 |
| ------------ | ---------- | -------------- | -------------- | -------- |
| 1            | 八木宗十郎 | 1929年5月10日  | 1929年12月5日  |          |
| 2            | 白銀市太郎 | 1930年1月31日  | 1932年2月1日   |          |
| 3            | 石崎哲二   | 1932年4月8日   | 1933年6月26日  | 任內過世 |
| 4            | 中野治介   | 1933年8月5日   | 1935年2月5日   |          |
| 5            | 高橋忠治   | 1935年5月25日  | 1944年3月31日  |          |
| 6            | 高安彥     | 1944年6月4日   | 1945年10月12日 |          |
| 7            | 井上武男   | 1945年11月24日 | 1947年1月4日   |          |
| 民選市長     |            |                |                |          |
| 8            | 山下太郎   | 1947年4月5日   | 1953年10月22日 |          |
| 9            | 長井秋穗   | 1953年11月20日 | 1959年6月16日  |          |
| 10           | 兼行惠雄   | 1959年7月15日  | 1975年7月11日  |          |
| 11           | 堀泰夫     | 1975年7月12日  | 1987年3月31日  |          |
| 12           | 小林兼年   | 1987年4月26日  | 1990年3月27日  | 任內過世 |
| 13           | 佐內正治   | 1990年5月13日  | 2002年5月12日  |          |
| 14           | 合志榮一   | 2002年5月13日  | 2005年9月30日  |          |
| 第三代山口市 |            |                |                |          |
| 1            | 渡邊純忠   | 2005年11月13日 | 現任           |          |

## 交通

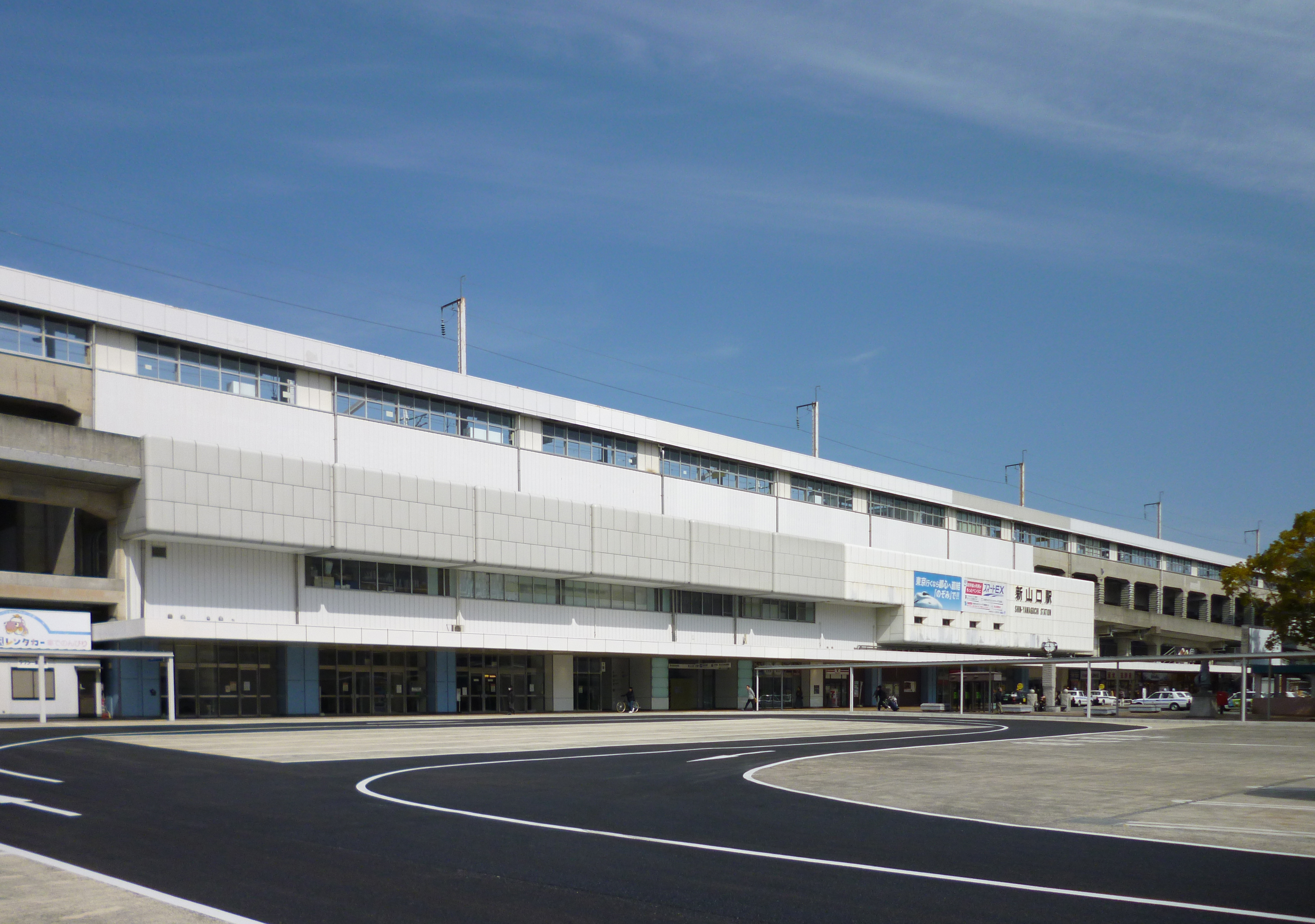
新山口車站南口

轄內並無機場，距離最近的機場是位於南側宇部市境內的山口宇部機場。
山口車站雖然位於主要市區內，但位於市區南部小郡地區的新山口車站才是轄內最主要的轉乘車站，通過山口市轄內的所有鐵路路線包括山陽新幹線、山陽本線、山口線、宇部線都交會於此。
高速公路則有中國自動車道、山陽自動車道、山口宇部道路通過轄內，並在轄區南部主要市區周邊相互形成路網。
客運則仰賴防長交通和中國JR巴士所經營的路線。

### 鐵路
- 西日本旅客鐵道
  - 山陽新幹線：（←防府市） - 新山口站 - （宇部市→）
  - 山陽本線：（←防府市） - 四辻站 - 新山口站 - 嘉川站 (日本) - 本由良站 - （宇部市→）
  - 山口線：新山口站 - 周防下鄉站 - 上鄉站 - 仁保津站 - 大歳站（日语：大歳駅） - 矢原站 - 湯田溫泉站 - 山口站 - 上山口站 - 宮野站 - 仁保站 - 篠目車站 - 長門峽車站 - 渡川車站 - 三谷車站 - 名草車站 - 地福車站 - 鍋倉車站 - 德佐車站 - 船平山車站 - （津和野町→）
  - 宇部線：新山口站 - 上嘉川站 - 深溝站 - 周防佐山站 - 岩倉站 - 阿知須站 - （宇部市）

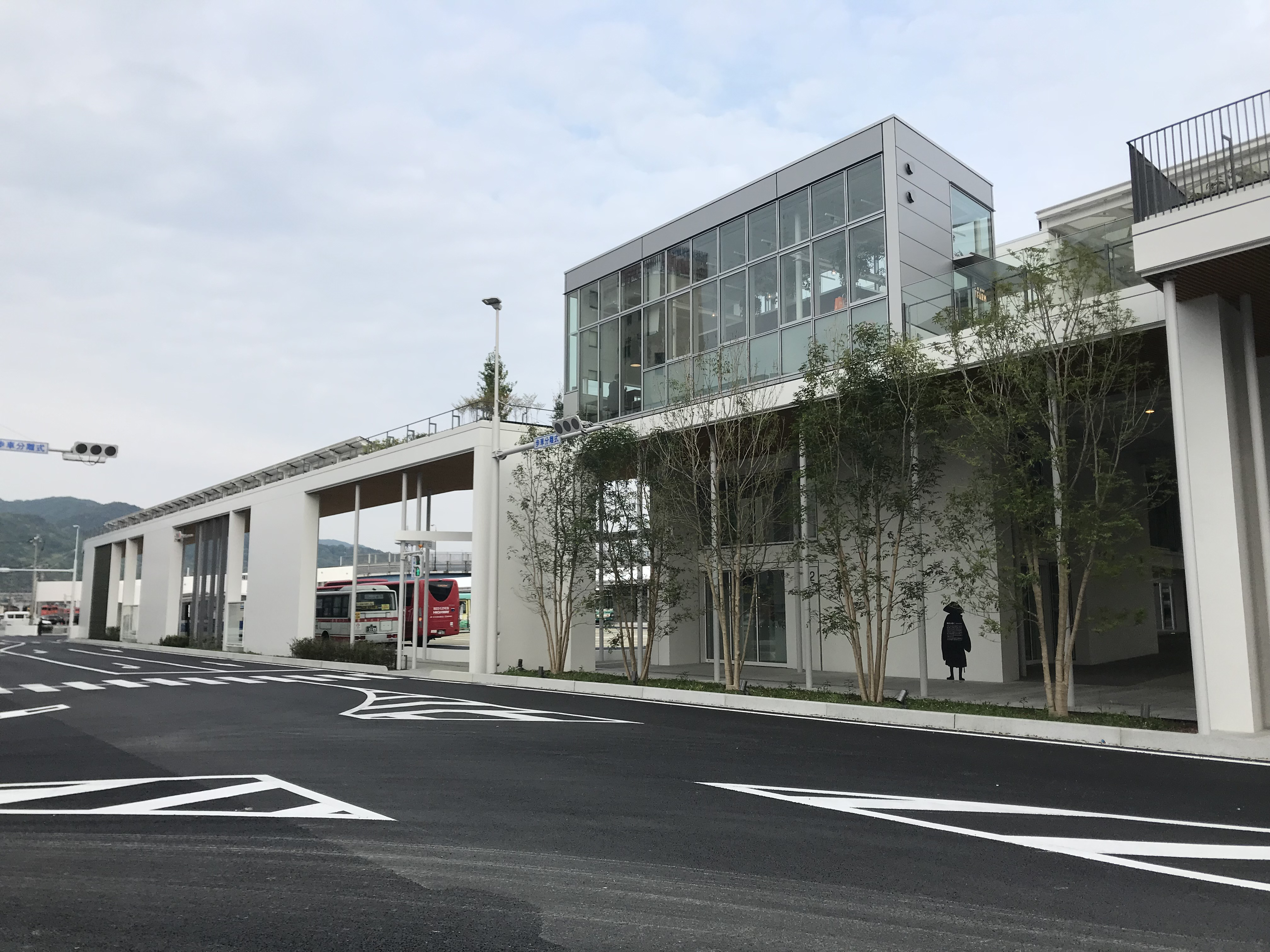
新山口車站北口
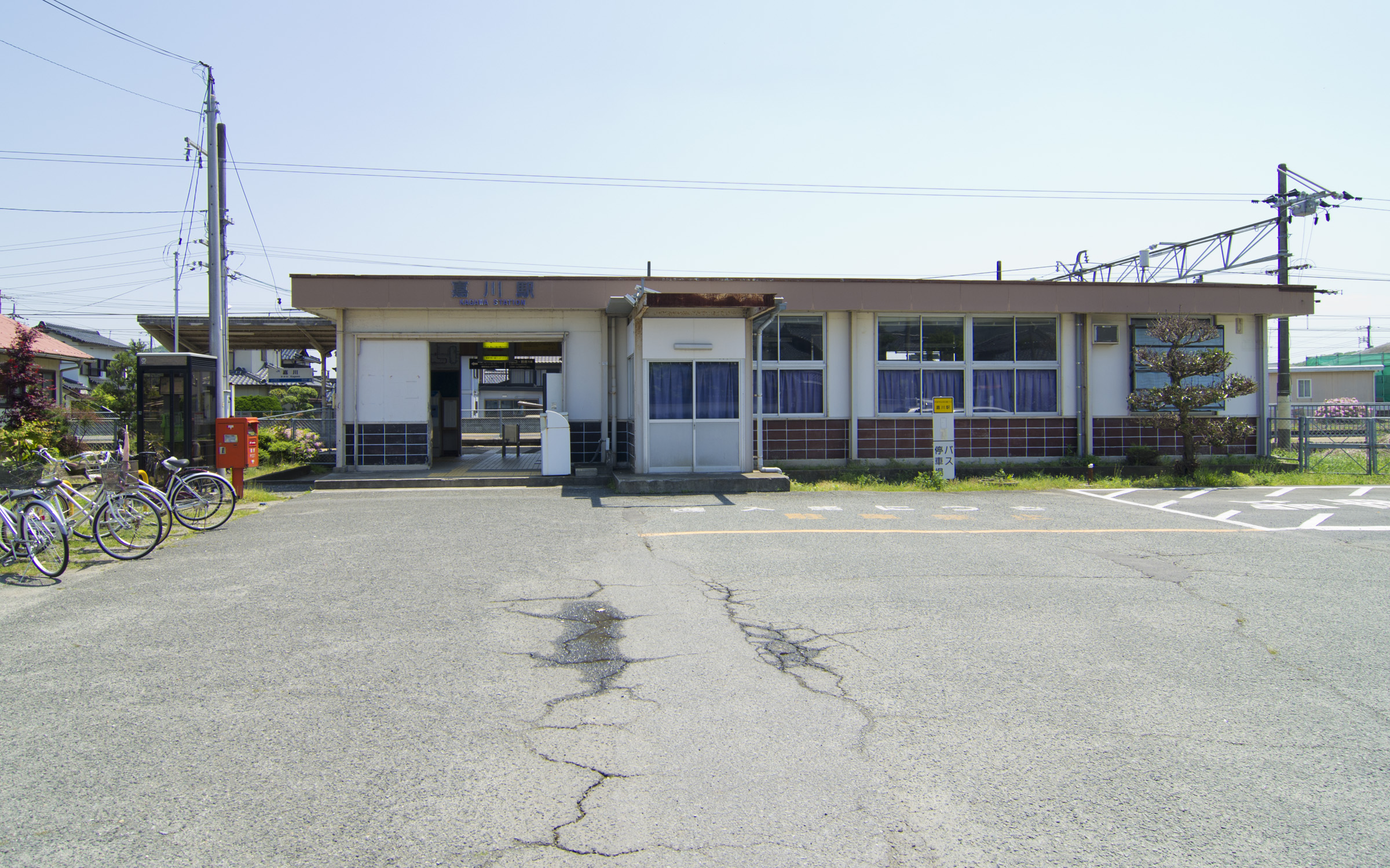
嘉川車站
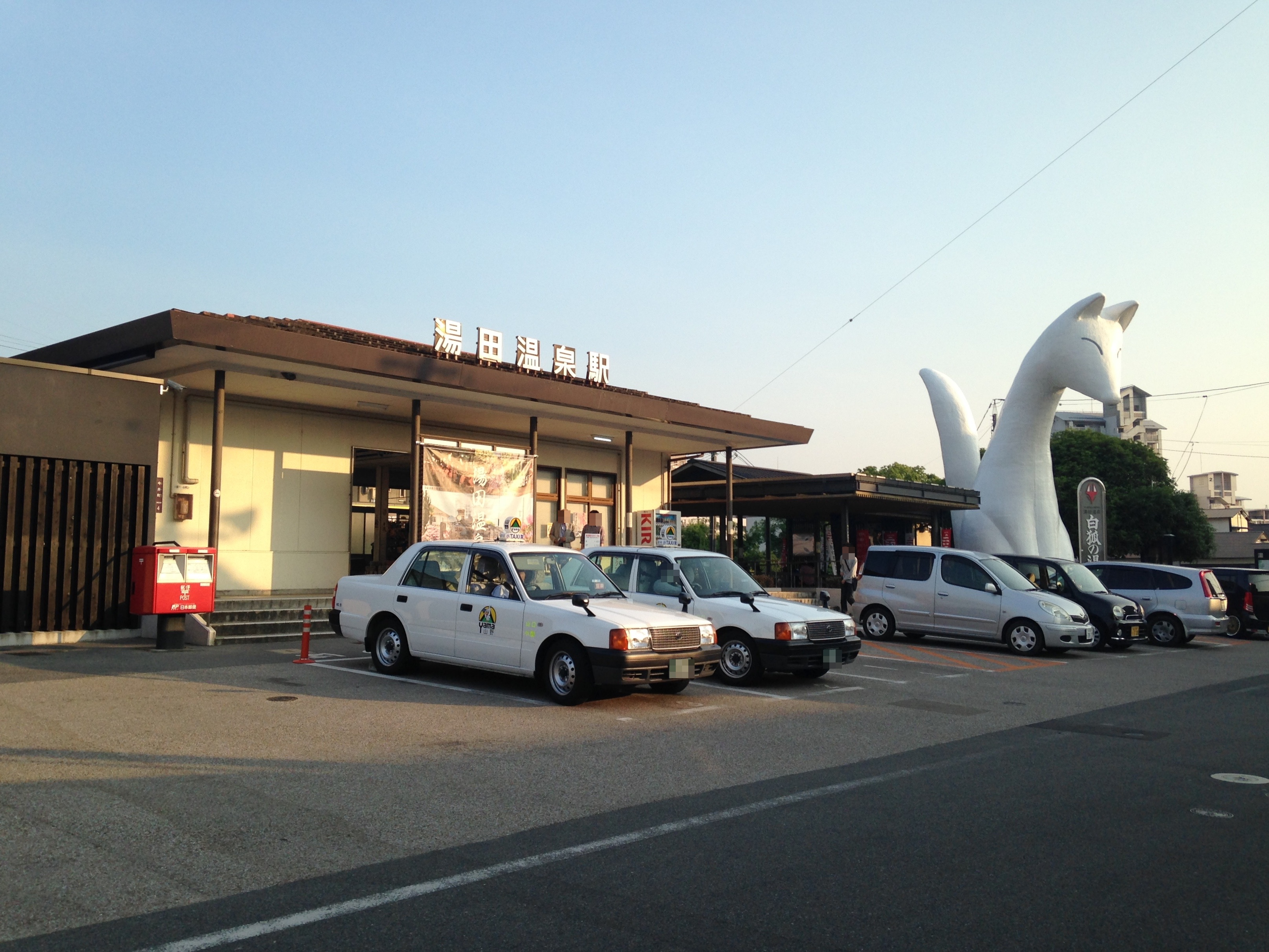
湯田溫泉車站
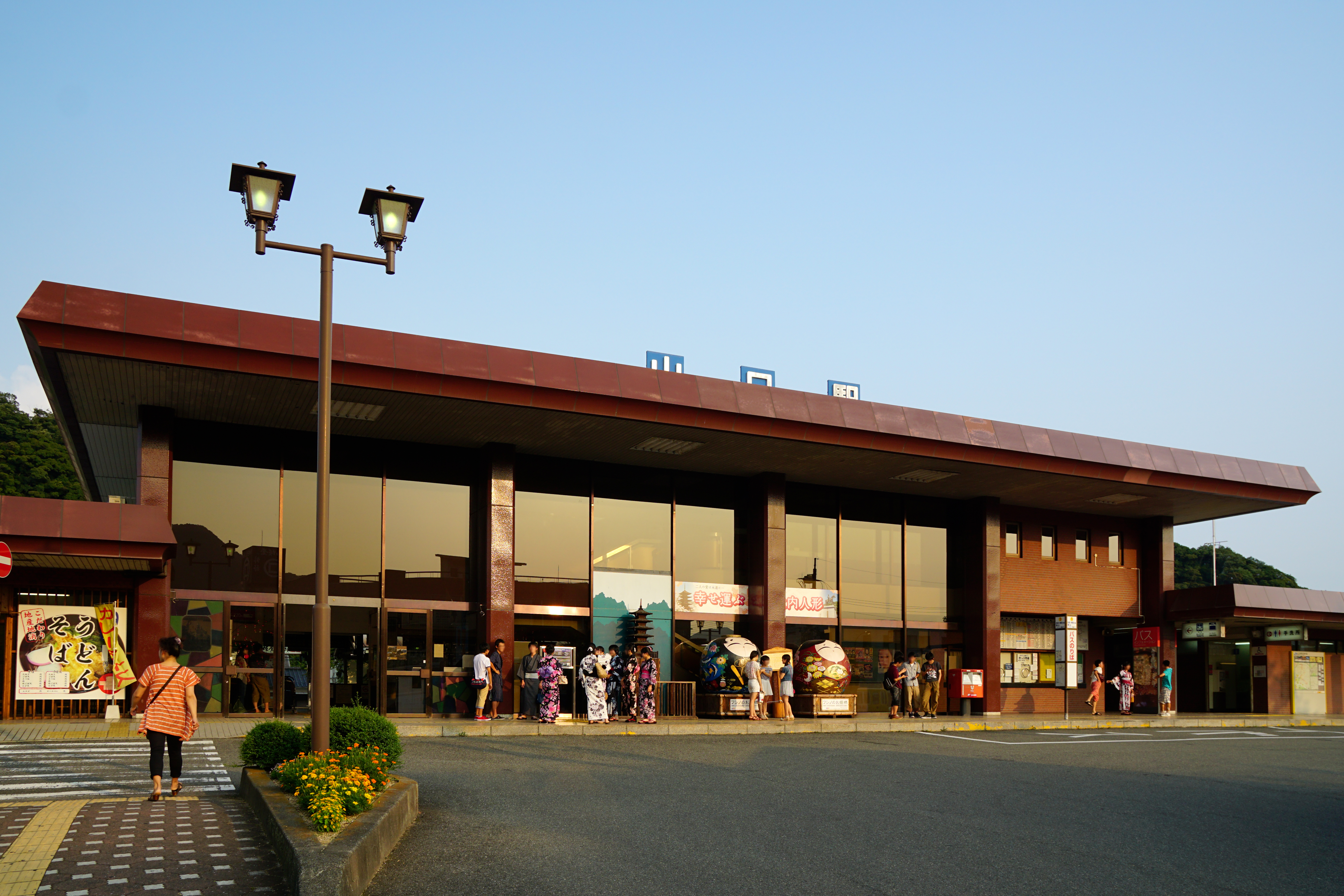
山口車站
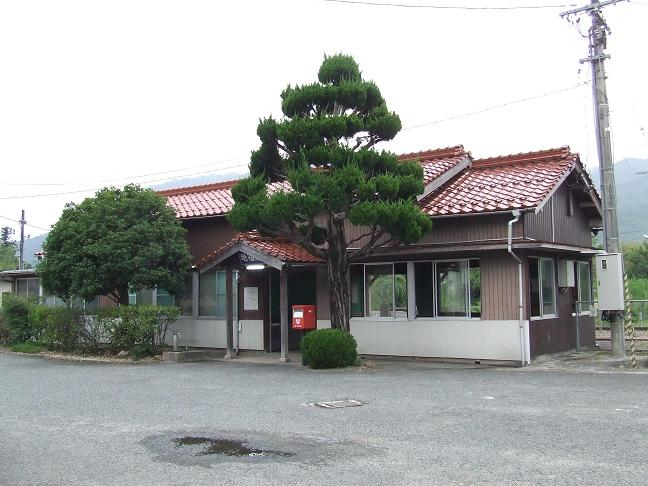
地福車站

### 道路
高速道路
- 中國自動車道：（周南市） - 德地交流道 - 荷卸峠停車區 - 山口交流道 - 湯田停車區 - 山口系統交流道 - 小郡交流道 - 小郡系統交流道 - （美禰市）
- 山陽自動車道：（防府市） - 山口南交流道 - 山口系統交流道
- 山口宇部道路（日语：山口宇部道路）：朝田交流道（日语：朝田インターチェンジ） - 流通中心交流道（日语：流通センターインターチェンジ） - 小郡交流道 - 長谷交流道（日语：長谷インターチェンジ） - 嘉川交流道（日语：嘉川インターチェンジ） - 由良交流道（日语：由良インターチェンジ） - 阿知須交流道 - （宇部市）

## 觀光資源

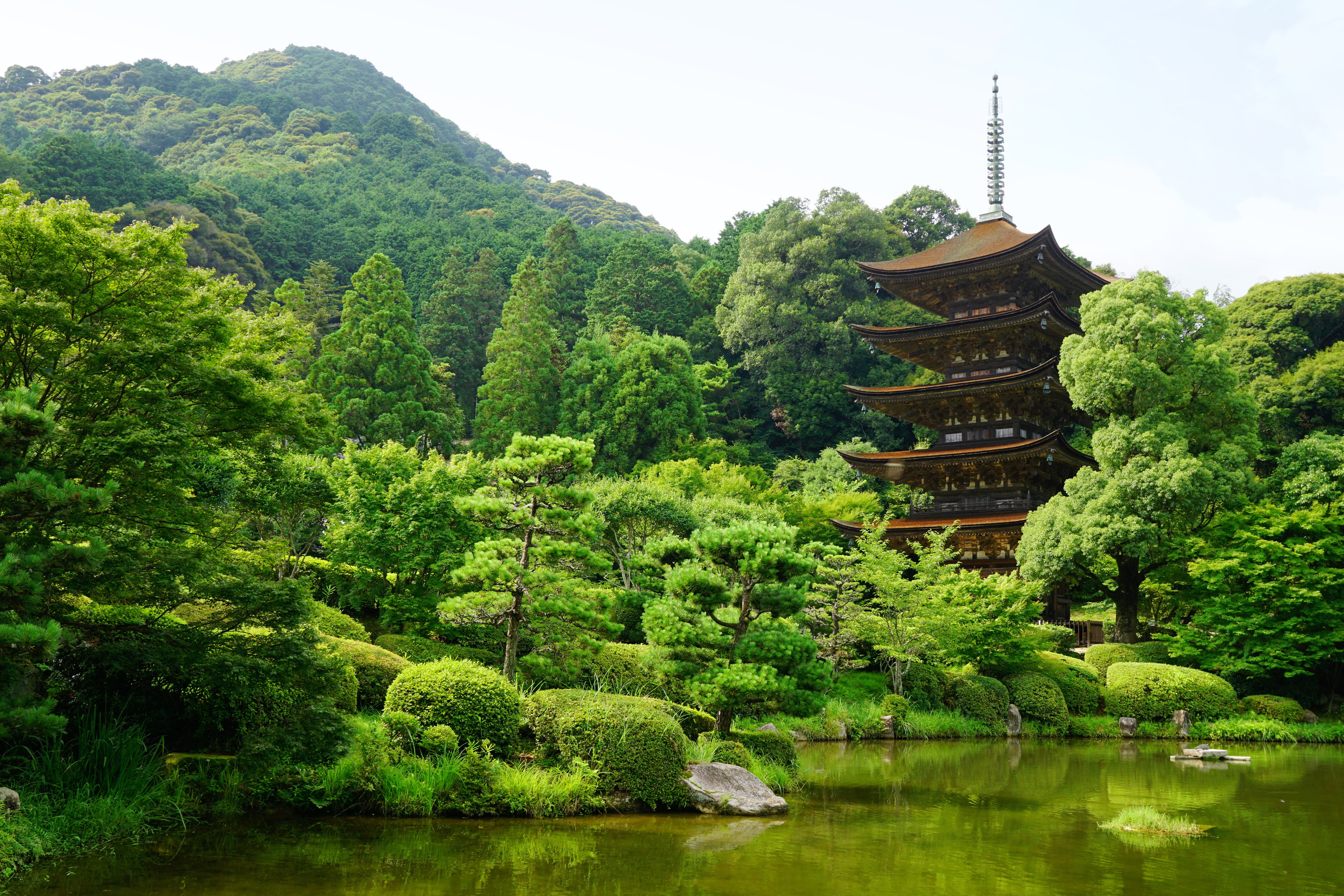
琉璃光寺五重塔

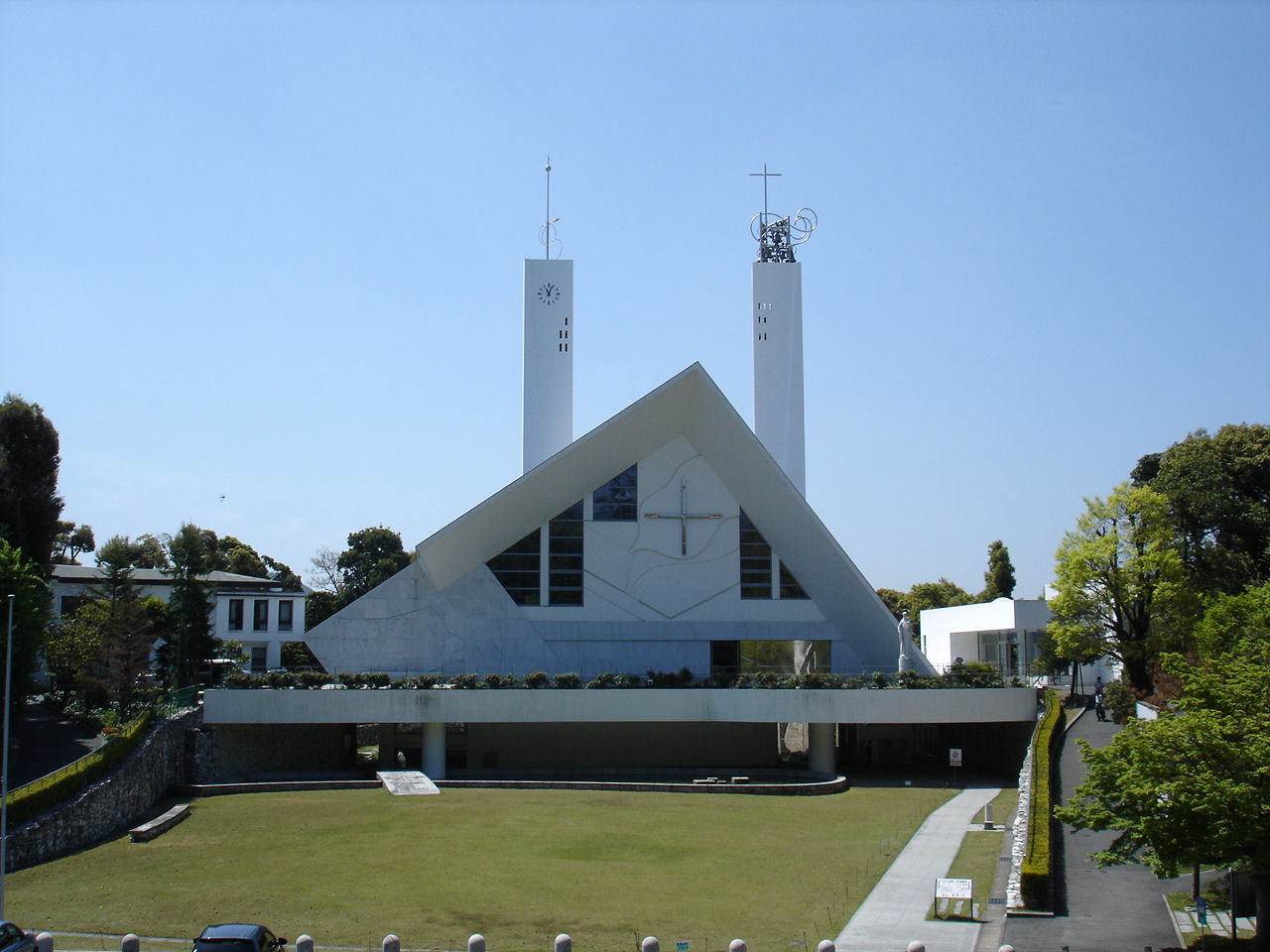
沙勿略紀念聖堂

山口市主要市區為自室町時代開始發展的城市，因此有多個歷史悠久的廟宇，包括月輪寺、瑠璃光寺、常榮寺、龍福寺、古熊神社、山口大神宮、豐榮神社、野田神社、仁壁神社、木戶神社。
16世紀中，第一位到達日本傳教的天主教傳教士方濟·沙勿略曾在1551年來到山口，因此在1952年興建了沙勿略紀念聖堂紀念他到日本四百年，其獨特的外型也成為山口市內的一個景點。
湯田溫泉位於主要市區南側，長門湯本温泉、俵山溫泉、川棚溫泉被合稱為「防長四湯」，為山口縣內較具有歷史的溫泉區。

## 教育

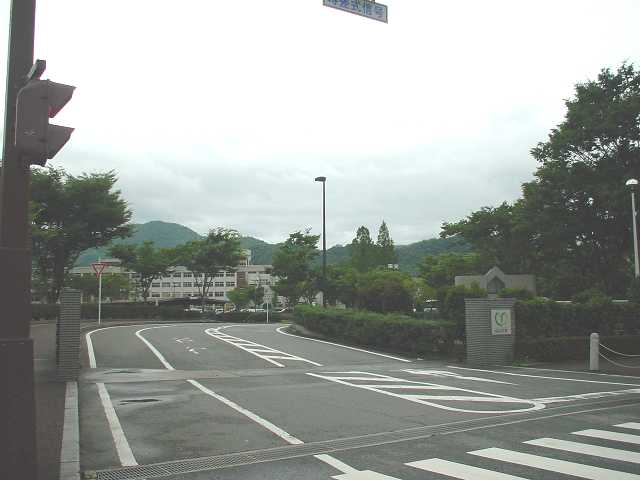
山口大學吉田校區

位於山口市的高等教育學校包括山口大學、山口縣立大學、山口學藝大學、山口藝術短期大學，其中屬於國立的山口大學的歷史可以追溯到1815年創立的山口講堂，在1949年整併了山口周邊地區許都的高等學校後成為了現在的山口大學。

## 媒體
由於是山口縣的縣廳所在地，大部分山口縣的媒體包括NHK山口放送局、山口電視台、山口朝日放送、FM山口都是將主要據點設在此，例外的只有據點設於周南市的山口放送和設在下關市的山口新聞。

## 姊妹、友好城市

### 海外
- 潘普洛納（西班牙納瓦拉自治區）：於1980年2月19日締結為姊妹城市
- 濟南市（中華人民共和國山東省）：於1985年9月20日締結為姊妹城市
- 公州市（大韓民國忠清南道）：於1993年2月23日締結為姊妹城市
- 鄒平縣（中華人民共和國山東省濱州市）：於1995年5月13日締結為姊妹城市
- 昌原市（大韓民國慶尚南道）：於2009年11月16日締結為姊妹城市

## 本地出身之名人
- 鮎川義介：企業家、日產汽車創辦人
- 石川佳純：桌球選手
- 井上馨：武士、政治家､企業家
- 上野英信：紀錄文學作家
- 大谷晋二郎：職業摔角選手
- 大村益次郎：醫生、西洋學者
- 嘉村礒多：私小説作家
- 川野太郎：俳優
- 國重友美：書法家
- 澤山保羅：牧師、教育者
- 田中頼三：軍人
- 高邑勉：日本眾議院議員
- 寺內正毅：第18任日本內閣總理大臣
- 德本恭敏：配音員
- 中原中也：詩人
- 成瀨仁藏：教育家、日本女子大學創辦人
- 西川一三：日本情報員
- 日野原重明：醫生
- 藤井旭：攝影師
- 藤本眞克：天文學者
- 桝屋敬悟：日本眾議院議員
- 山尾庸三：東京大學工学部的前身工學寮的創辦人
- 村重杏奈：歌手、HKT48成員

## 外部連結
- （日語） 山口市觀光情報站 （页面存档备份，存于）
  - （繁體中文） 山口市觀光資訊網 西日本的小京都—山口 （页面存档备份，存于）
  - （简体中文） 山口市观光信息网 西日本的小京都—山口 （页面存档备份，存于）
- OpenStreetMap上有關山口市的地理